# Jordan Lotiès
Jordan Lotiès (Clermont-Ferrand, 5 de agosto de 1984) é um futebolista profissional francês que atua como defensor. Atualmente, joga no Dijon.

## Carreira
Jordan Lotiès começou a carreira no Grenoble.